# Nathalie Sarraute

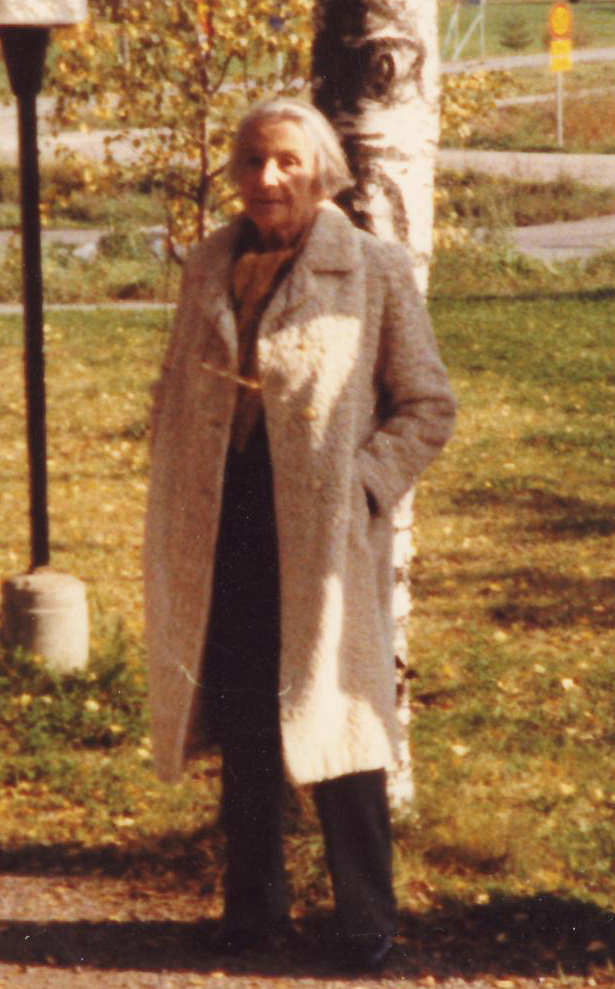
Nathalie Sarraute (1983)

Nathalie Sarraute (* 18. Juli 1900 in Iwanowo-Wosnessensk; † 19. Oktober 1999 in Paris) war eine französische Schriftstellerin mit russischen Wurzeln.

## Leben und Schaffen

### Kindheit und Jugend
Geboren wurde sie 1900 als Natalja Tschernjak im etwa 250 Kilometer nordöstlich von Moskau entfernt gelegenen Iwanowo-Wosnessensk, dem heutigen Iwanowo. Nach der baldigen Trennung ihrer Eltern lebte sie zunächst bei ihrer etwas extravaganten und sehr bestimmenden, ebenfalls schriftstellenden Mutter und deren neuem Partner, einem freischaffenden Historiker, und zwar ab 1902 in Paris, wo sie die École maternelle (Kindergarten) besuchte und somit früh Französisch lernte. Jeweils einen Monat im Jahr verbrachte sie bei ihrem Vater, einem jüdischen (persönlich eher areligiösen) Chemiker und Farbfabrikanten, in Russland oder der Schweiz. 1906–1909 lebte sie mit Mutter und Stiefvater in Sankt Petersburg.
Während dieser Zeit (1907) verließ ihr Vater Russland aus politischen Gründen und ging nach Frankreich, wo er bei Paris eine kleinere Fabrik gründete und sich mit einer deutlich jüngeren Frau wiederverheiratete. Anfang 1909 wurde die achteinhalbjährige Nathalie für einige Zeit zum Vater geschickt, weil Mutter und Stiefvater einen längeren Ungarn-Aufenthalt planten. Statt anschließend nach Russland zurückzukehren, blieb sie jedoch in Paris. Hier verbrachte sie ihre weitere Schulzeit (am Lycée Fénelon) und weitgehend auch den Rest ihres Lebens.
Offenbar ähnlich einschneidend und traumatisierend für sie wie die frühe Trennung der Eltern und die nachfolgende Entwurzelung war die Wiederverheiratung ihres sehr liebevollen Vaters. Dessen neue Frau war eifersüchtig auf sie, so dass sie zu ihr und deren Kind, ihrer Halbschwester, kein Verhältnis fand. Schon als kleines Mädchen erfuhr sie so die Schwierigkeiten eines Individuums zwischen wechselnden und dazu divergierenden Bezugspersonen, was ihren Sinn für alles Psychologische zweifellos ebenso schärfte wie das Aufwachsen in zwei Sprachen und Kulturen.
Nach dem baccalauréat studierte sie zunächst englische Literatur in Paris und absolvierte 1920 die Abschlussprüfung (Licence). Hiernach begann sie ein Studium der Geschichte und Soziologie in Oxford (1920/21) sowie, denn passabel Deutsch konnte sie auch, in Berlin (1921/22). Dieses Studium brach sie jedoch ohne Abschluss ab und hängte schließlich noch ein Jurastudium in Paris an. Hierbei lernte sie Raymond Sarraute kennen, den sie, nachdem er sich als Anwalt niedergelassen hatte, heiratete (1925) und mit dem sie drei Töchter bekam (eine ist die bekannte Journalistin Claude Sarraute, Ehefrau des Mitglieds der Académie française Jean-François Revel). Beruflich dagegen scheint sie längere Zeit experimentiert zu haben: So arbeitete sie kurz bei einem Anwalt und Vermögensverwalter (Avoué), erhielt auch die Zulassung als Anwältin und vertrat ein paar Mandanten, schrieb sich daneben aber noch für ein Promotionsstudium ein.

### Die Anfänge als Autorin
Spätestens ab 1932 war ihr eigentlicher Ehrgeiz die Literatur. Zunächst mehr nebenher verfasste sie 19 kürzere Texte, in denen sie sogleich die sie auszeichnende Kunst der Wahrnehmung und Darstellung feinster psychischer Regungen bewies und die sie 1939, nach langwieriger Suche eines Verlags, unter dem Titel Tropismes publizierte. Der ausbrechende Krieg ließ das kleine Buch aber unbemerkt bleiben.
Der deutsche Einmarsch 1940 und der sich bald anschließende Zwang für sie als „Halbjüdin“, unterzutauchen und (z. T. in kleinen Orten nahe Paris) mit falschem Namen zu leben, verhinderten fürs Erste weitere Publikationen. Sie schrieb jedoch weiter: Ab 1941 entstand der Roman Portrait d'un inconnu, der 1948 nach wiederum langwieriger Verlagssuche bei Gallimard erschien, aber trotz eines lobenden Vorwortes von Sartre nur bei Insidern Beachtung fand. Ähnlich erging es einem weiteren Roman, Martereau (1953).
Etwas bekannter wurde sie 1956 mit dem Sammelband L'Ère du soupçon, der vier, teils schon etwas ältere, literaturtheoretische Essays vereint und so etwas wie ein Manifest der sich um 1955 bildenden Schule des „nouveau roman“ wurde. Entsprechend fiel Sarrautes nächster Roman, Planétarium (1959), bei jenem Teil des Publikums, der die „nouveaux romans“ akzeptierte, auf fruchtbaren Boden, und der Roman Les fruits d'or (1963) wurde sogar mit dem Prix international de littérature ausgezeichnet.

### Die Zeit der Anerkennung
Hiermit hatte sie den Durchbruch geschafft; zunehmend wurde sie zu Vortragsreisen, auch ins Ausland, eingeladen. Ab 1963 versuchte sie sich auch als Theaterautorin und verfasste im Lauf der nächsten 30 Jahre sieben Stücke: Le Silence (1963, zunächst in deutscher Übersetzung als Hörspiel gesendet, 1964 gedruckt, 1967 in Paris aufgeführt); Le Mensonge (1965); Isma (1970); C'est beau und Le Gant retourné (1975); Pour un oui, pour un non (1982); Elle est là (1993). Die Stücke kamen zwar alle zur Aufführung, mehrten ihren Ruhm letztlich aber kaum.
Ihre Domäne blieb, neben einigen weiteren Essays, die Gattung Roman: Entre la vie et la mort (1968), Vous les entendez ? (1972), Disent les imbéciles (1976), L'Usage de la parole (1980), Tu ne t'aimes pas (1989), Ici (1995).
Spätestens ab 1970 war sie als eine der zentralen Figuren der französischen Literatur der Nachkriegsjahrzehnte anerkannt; Werke von ihr wurden in mehr als 30 Sprachen übersetzt, ins Deutsche vor allem von den Übersetzern Elmar und Erika Tophoven. Leichte Kost allerdings sind ihre ohne zielstrebige Handlung und weitgehend auch ohne markante Figuren konzipierten, ganz auf psychische Phänomene konzentrierten Romane nicht.
Geeignet zum Einstieg in das Werk Sarrautes ist das autobiografische Büchlein Enfance (1983), eine mehr impressionistische denn chronologisch-systematische Darstellung ihrer Kindheit.
Die französische Regisseurin Agnès Varda widmete Nathalie Sarraute ihren Film Sans toit ni loi (1985, deutscher Titel: Vogelfrei). Nathalie Sarraute starb im Herbst 1999 im Alter von 99 Jahren in Paris.

## Werke
Autobiographie
- Kindheit. („Enfance“, 1983). Übers. Elmar Tophoven. Neuaufl. Kiepenheuer & Witsch, Köln 2000, ISBN 3-462-02907-X[2]

Essays
- Paul Valéry et l'enfant éléphant. Gallimard, Paris 1986, ISBN 2-07-070606-0 (EA 1947; als Anhang: Flaubert le précurseur).
- Zeitalter des Misstrauens. [Vier] Essays über den Roman („L'ère du soupçon“, 1970). Suhrkamp, Frankfurt 1975, ISBN 3-518-06723-0 (früherer Titel: Zeitalter des Argwohns).
- Porträt eines Unbekannten („Portrait d'un Inconnu“, 1961). Übers. Elmar Tophoven. Neuaufl. Dtv, München 1993, ISBN 3-423-19024-8. Vorwort Louis Aragon[3]
- Hier („Ici“, 1995). Übers. Erika Tophoven. Kiepenheuer & Witsch, Köln 1997, ISBN 3-462-02671-2

Romane
- Martereau. Roman („Martereau“) Rowohlt, Reinbek 1993, ISBN 3-499-40049-9 (EA 1953; dEA 1959, Übers. Elmar Tophoven)
- Das Planetarium. Roman („Le Planétarium“, 1959) Übers. Elmar Tophoven. Dtv, München 1965[4]
- Die goldenen Früchte. Roman („Les Fruits d'or“, 1962). Kiepenheuer & Witsch, Köln 1993, ISBN 3-462-02286-5 (EA 1963).
- Zwischen Leben und Tod. Roman („Entre la vie et la mort“, 1968). Dtv, München 1972, ISBN 3-423-05409-3.
- Hören Sie das? Roman („Vous les entendez?“, 1972). Kiepenheuer & Witsch, Köln 1973, ISBN 3-462-00935-4.
- Sagen die Dummköpfe. Roman („Disent les imbéciles“, 1976). Kiepenheuer & Witsch, Köln 1995, ISBN 3-462-02405-1.
- Der Wortgebrauch. Roman („L’Usage de la parole“). Verlag Volk und Welt, Berlin 1988, ISBN 3-353-00349-5.
- Du liebst dich nicht. Roman („Tu ne t’aimes pas“, 1989). Kiepenheuer & Witsch, Köln 1992, ISBN 3-462-02211-3.
- Aufmachen! Roman („Ouvrez“, 1997). Kiepenheuer & Witsch, Köln 2000, ISBN 3-462-02892-8 (übersetzt von Erika Tophoven).

Theater
- Die Stille („Le Silence“). Suhrkamp, Frankfurt 1969 (früherer Titel: Das Schweigen).[5]
- Isma, ou ce qui s’appelle rien. Gallimard, Paris 1970 (Inhalt: Le silence und Le mensonge).
- Das ist schön („C’est beau“, 1976). Hunzinger, Bad Homburg 1989
- Sie ist da („Elle est là“, 1993). Hunzinger, Bad Homburg 1993
- Nichts und wieder nichts („Pour un oui, pour un non“, 1985). Hunzinger, Bad Homburg 1993 (früherer Titel: Für ein Ja oder Für ein Nein)

Tropismen
- Tropismen. („Tropismes“). Übers. Max Hölzer. 4. Aufl. Klett-Cotta, Stuttgart 2018, ISBN 978-3-608-96346-5 (EA 1939; dEA 1959, Übers. Max Hölzer)

Werkausgabe
- Oeuvres complètes. Bibliothèque de la Pléiade, Paris 1996, ISBN 2-07-011434-1

## Film
- „Das Gefühl der vagen Empfindungen,  Die Schriftstellerin Nathalie Sarraute“, Ein Film von Vera Botterbusch, 60 Min. BR 1985

## Notizen
1. ↑  bisweilen gibt es fälschlich das Geburtsjahr 1902
2. ↑  Auch in einer Theateradaption
3. ↑  Für die französische Erstausgabe 1948 schrieb Jean-Paul Sartre ein Vorwort.
4. ↑  Mit einem Essay von Hannah Arendt über Les Fruits d'Or, in Deutsch
5. ↑  Beigefügt: Die Lüge („Le Mensonge“).
6. ↑  ein Katalog zur Ausstellung, welche die ADPF vorhält und verleiht. Ausführliche Biblio- und Mediografie incl. schwer zugänglicher Titel (graue Lit.), Abb. aller Erstausgaben. 1 großformat. Foto der Autorin aus den 90er Jahren. Die Texte ohne Bilder und ohne einige Seiten (insbes. ohne Oeuvres, ohne graue Lit., ohne Liste der Interviews) stehen auch online (Memento vom 4. Juni 2011 im Internet Archive).

| Personendaten    | Personendaten                               |
| ---------------- | ------------------------------------------- |
| NAME             | Sarraute, Nathalie                          |
| ALTERNATIVNAMEN  | Tscherniak, Natascha                        |
| KURZBESCHREIBUNG | russisch-französische Schriftstellerin      |
| GEBURTSDATUM     | 18. Juli 1900                               |
| GEBURTSORT       | Iwanowo-Wosnessensk, Russisches Kaiserreich |
| STERBEDATUM      | 19. Oktober 1999                            |
| STERBEORT        | Paris                                       |